# Gesneria duchartreoides
Gesneria duchartreoides là một loài thực vật có hoa trong họ Tai voi. Loài này được (C.H.Wright) Urb. mô tả khoa học đầu tiên năm 1901.